# Jennifer Miller
Jennifer Miller (1961) è una circense e scrittrice statunitense, professoressa presso il Dipartimento di Arti e Culture del Mondo presso l'Università della California. Giocoliere, mangiatore di fuoco ed interprete anche della donna barbuta, vive attualmente a New York.
Una sua intervista compare nel "dietro le quinte" nel DVD del film Freaks (1932, di Tod Browning) . L'intervista tratta l'argomento dei fenomeni da baraccone,  dato che tra i personaggi del film è presente anche una donna barbuta, realmente esistita.